# Guano Apes
Guano Apes är ett alternativ rock/nu metal-band från Göttingen i Tyskland. Bandet bildades 1994 och splittrades 2005 för att återförenas 2009.
De gjorde sig kända med sin tunga alternativa stil och kanske även tack vare att de hade en kvinnlig sångerska, vilket var ovanligt bland hårdrocksband på 1990-talet. De gjorde ett antal musikalbum och även hitlåten Open Your Eyes som var deras mest framgångsrika singel och genombrottslåt. De har även gjort en cover på Alphavilles stora hit Big in Japan.

## Medlemmar
- Sandra Nasic - sång
- Henning Rümenapp - gitarr
- Stefan Ude - bas
- Dennis Poschwatta - trummor

## Diskografi

### Album
- Proud Like a God (1997)
- Don't Give Me Names (2000)
- Walking on a Thin Line (2003)
- Live (2003)
- Planet of the Apes (2004)
- Bel Air (2011)
- Offline (2014)